# Lüttichau (adelsslægt)
(von) Lüttichau er en dansk uradelsslægt, der hører til den højadel og sværdadelen. Familien ejer flere godser i Danmark, herunder Tjele Gods og Søholt Slot. Den danske Lüttichau adelsslægt er en gren af den tyske Lüttichau familie.

## Våben
Slægten fører to, på hver side af tre seksoddede guld stjerner ledsagede sølv korn-segl i rødt felt, på hjelmen samme mærke.

## Standsforfremmelser
- Kmehlen-linjen, ældre gren: Kejserlig østrigsk friherretitel tildelt 11. maj 1865 til Rudolf von Lüttichau, k.u.k. politivagtmester ved Arcièren-Leibgarde.
- Kmehlen-linjen, yngre gren: Rigsgrevestanden tildelt 5. august 1769 til Ludwig Gottlob von Lüttichau, kurfyrstelig sachsisk kammerherre. Anerkendelse i Sachsen den 31. oktober 1769.
- Tjele-linjen, ældre gren: Dansk naturalisation den 25. januar 1887 af brødrene, kammerherre og hofjægermester, finansminister Christian Lüttichau til Tjele, premierløjtnant, kammerherre og hofjægermester og Hans Helmuth Lüttichau til Viskum og ingeniør Ulysses Constant Arnold von Lüttichau.
- Tjele-linjen, yngre gren: Rigsgrevetitlen tildelt 24. november 1791 til dr.jur. Christian Frederik Tønne von Lüttichau, hertugelig braunschweig-lüneburgsk gehejmeråd.
- Ulbersdorf-linjen: Tilladelse den 7. marts 1877 fra kongeriget Sachsen til at føre friherretitlen: Friedrich August Kurt von Lüttichau (1815–1888), kongelig sachsisk kammerherre og legationsråd.

## Historie
Den oprindelig i Meissen hjemmehørende uradelslægt Lüttichau er påvist tidligst i begyndelsen af det 12. århundrede med Elisabeth "ex antiqua et nobili familia Luttichorum". Stamrækken begynder med den 1330-66 nævnte Heinrich Lütchow, hvis sønnesøns sønnesøns søn, kursachsisk gehejmeråd, kansler og konsistorialpræsident, domherre i Meissen, dr.jur. Wolfgang Lüttichau (1498-1568) til Kmehlen og Gotha var fader til amtshauptmann Seiffert Lüttichau (død 1603) til Kmehlen og Zschorna — stamfader til den endnu levende ældre linje — og Friedrich Lüttichau (død 1609) til Kobershain, hvis sønnesøn, mecklenburg-güstrowsk overhofmester og råd Wulff Caspar von Lüttichau (død 1677) til Kmehlen og Dieben var fader til Eleonore Marie von Lüttichau (1669-1746), gift med gehejmeråd, landdrost Adam Levin von Witzleben (1688-1745) og til dansk generalløjtnant af kavaleriet Hans Helmuth von Lüttichau (1670-1732).

### Den danske linje
Hans Helmuth von Lüttichau var fader til generalmajor Christian Ditlev von Lüttichau (1695-1767) til Tjele og Vingegård, erektor af stamhuset Tjele, til generalløjtnant Cæsar Læsar von Lüttichau (1709-1787) — gift med sin niece Catharine Angenege von Lüttichau (1731-1799) — og til generalmajor Wolff Caspar von Lüttichau (1705-1765) til Lerkenfeld, Hessel og Mølgård, fader til den nævnte Catharine Angenege von Lüttichau og til Eva Louise von Lüttichau (1746-1779), gift med oberst Frederik Rubeck Christian Bülow (1744-1819). Af generalmajor Christian Ditlev von Lüttichaus børn skal nævnes konferensråd Hans Helmuth von Lüttichau (1740-1801) til stamhuset Tjele, Højgård og Grundet, kammerherre, kæmmerer ved Øresunds Toldkammer Adam Mogens Holger von Lüttichau (1742-1808) til Nørschau — hvis datter Helle Urne von Lüttichau (1767-1808) ægtede kammerherre, generalmajor Conrad Ludvig Revenfeld (1757-1844) til Dänisch Nienhof — og kammerherre Christian Tønne Frederik von Lüttichau (1744-1805) til Åkær og Dybvad, som 1791 optoges i rigsgrevelig stand, og hvis efterslægt endnu blomstrer i Tyskland (hans sønnesøns søn var grev Gustav Anton von Lüttichau (1844-1918), der omtales under Niels Kjeldsen, XII, s. 484); konferensråd Hans Helmuth von Lüttichau var fader til Christian Ditlev Lüttichau (1766-1809) til Tjele og generalkrigskommissær Schack Lüttichau (1770-1819) til Store Grundet, hvis sønner var kammerherre, overpræsident i København Hans Helmuth Lüttichau (1794-1869) og krigsminister, generalmajor Mathias Lüttichau (1795-1870), der var gift med sin kusine Christiane Hansine Gottholdine Lüttichau (1807-1835); hun var datter af den nævnte Christian Ditlev Lüttichau og søster til kammerherre Hans Helmuth Lüttichau (1804-1857) til Tjele, som var fader til finansminister Christian Ditlev Lüttichau (1832-1915), til godsejer, kammerherre og hofjægermester Hans Helmuth Lüttichau (1834-1889) og til hofjægermester, civilingeniør Ulysses Constant Arnold von Lüttichau (1847-1906) til Vingegård. Finansminister Christian Ditlev Lüttichau og hans to brødre blev 25. januar 1887 anerkendt som dansk adel.
Ovennævnte finansminister Christian Ditlev Lüttichau var fader til politikeren Hans Helmuth Lüttichau (1868-1921) til Tjele og til cand.mag. Christian Ditlev Lüttichau (1870-1951). Hans Helmuth Lüttichau til Tjele (1868-1921) var fader til godsejer til Tjele og kammerherre Christian Ditlev Lüttichau (1895-1963) til Tjele, til oberstløjtnant Hans Helmuth Lüttichau (1897-1958) og til godsejer og hofjægermester Folmer Lüttichau (1898-1977). Oberstløjtnant Hans Helmuth Lüttichau (1897-1958) var fader til økonom og professor Knud Lüttichau (1934-1983).
Ovennævnte hofjægermester, civilingeniør Ulysses Constant Arnold von Lüttichau (1847-1906) til Vingegård var fader til arkitekten Curt Ulysses von Lüttichau (1897-1991).